# Joyful
Joyful è l'album di debutto della cantante Ayo, pubblicato dall'etichetta discografica Universal Music France il 12 giugno 2006.

## Tracce
1. Down on My Knees - (J.O.Ogunmakin/G.Brenner)
2. Without you - (J.O.Ogunmakin)
3. Letter by letter - (J.O.Ogunmakin)
4. How many times? - (J.O.Ogunmakin)
5. And it's supposed to be love - (A.Lincoln)
6. Watching you - (J.O.Ogunmakin)
7. Only you - (J.O.Ogunmakin)
8. Help is coming - (J.O.Ogunmakin)
9. These days - (J.O.Ogunmakin)
10. Life is real - (J.O.Ogunmakin)
11. What is love - (J.O.Ogunmakin)
12. Neva Been - (J.O.Ogunmakin)

## Classifiche
| Classifica (2006) | Posizione più alta |
| ----------------- | ------------------ |
| Belgio (Vallonia) | 35                 |
| Finlandia         | 8                  |
| Francia           | 6                  |
| Germania          | 40                 |
| Italia            | 5                  |
| Paesi Bassi       | 46                 |
| Polonia           | 1                  |
| Svizzera          | 35                 |